# 宇文愷
宇文恺（555年—612年11月6日），字安樂，北周、隋朝大臣，鮮卑人。许国公宇文贵之子，杞国公宇文忻弟。

## 生平
宇文愷生於西魏恭帝二年（555年），父親宇文貴以弓馬顯名。三歲賜爵雙泉伯，七歲晉封為安平郡公。宇文愷少好学，博览书记，解属文多技艺，号名父公子。官至御正中大夫。大象二年（580年），为匠师中大夫。宇文愷擅建築。隋代著名工程，多有參預。担任营宗庙副监、太子左庶子，庙成，别封甑山县公。開皇二年（582年），隋文帝下詔營建新都大興城（今陝西西安），以愷為營新都副監，高熲為大監，開皇二年六月動土興建，隔年三月初步竣工，其規模計畫皆出自宇文愷。開皇四年（584年），主持開鑿廣通渠，把渭水導入黃河。拜莱州刺史。六年（586年），宇文忻被诛，宇文恺除名于家。后率命修鲁班故道。十三年（593年），为检校将作大匠，监仁寿宫。历任仁寿宫监、将作少监。仁寿二年（602年），与杨素监建文献独孤皇后山陵，复爵安平郡公。大業元年（605年）主持規劃建造東都洛陽城，城分宮成、皇城和外廓城。为副监，转任将作大匠。又制定舆服，甚得隋炀帝赏识。
炀帝北巡，宇文恺能造“大帳”，其下可以坐幾千人；又能製造观风行殿，能夠容得下侍卫百人，而且下装轮轴可推移。
大业四年（608年），拜工部尚书，规画修筑长城。大業八年，进金紫光禄大夫。十月甲寅（612年11月6日），宇文恺去世，谥康。著有《東都圖記》二十卷、《釋疑》一卷、《明堂圖議》二卷。

## 家庭

### 兄弟姐妹
- 宇文善，隋朝上柱国、太保、许国公
- 宇文忻，隋朝上柱国、杞国公

### 子女
- 宇文儒童，隋朝尚书左丞
- 宇文温，隋朝尚食直长
- 宇文氏，嫁隋朝光禄大夫、江南道元帅总管、尚书左仆射、耿国公王士隆

## 延伸阅读
[在维基数据编辑]
 《北史·卷075》，出自李延壽《北史》
 《隋書·卷68》，出自魏徵《隋书》